# Scotura discolor
Scotura discolor är en fjärilsart som beskrevs av W. Warren 1906. Scotura discolor ingår i släktet Scotura och familjen tandspinnare. Inga underarter finns listade.